# Вчительська печера
Вчительська печера (рос. Учительская) — печера в Узбекистані, на гірському хребті Байсунтау, південні відроги Гісарського хребта гірської системи Паміро-Алаю. Печера комплексного (горизонтально-вертикального) типу простягання. Загальна протяжність — 1670 м. Глибина печери становить 130 м. Категорія складності проходження ходів печери — 2Б.